# Cohocton (Nowy Jork)
Cohocton – miasto w Stanach Zjednoczonych, w stanie Nowy Jork, w hrabstwie Steuben.